# رامون ميدينا بيللو
رامون ميدينا بيللو (بالإسبانية: Ramón Medina Bello)‏ ولد 29 أبريل 1966 في الأرجنتين، هو لاعب كرة قدم أرجنتيني سابق كان يلعب كمهاجم. شارك بيللو مع منتخب بلاده في عدة بطولات من بينها بطولة كأس العالم لكرة القدم 1994.

## المسيرة الاحترافية

### أندية لعب لها
- نادي راسينغ
- أتلتيكو ريفر بليت
- يوكوهاما مارينوس
- سبورتيفو دوك سود

## روابط خارجية
- رامون ميدينا بيللو على موقع الاتحاد الدولي (مؤرشف)  (الإنجليزية)
- رامون ميدينا بيللو على موقع رابطة كرة القدم اليابانية للمحترفين (اليابانية)
- رامون ميدينا بيللو على موقع قاعدة بيانات كرة القدم.إي يو (الإنجليزية)
- رامون ميدينا بيللو على موقع ناشيونال فوتبول تيمز (الإنجليزية)
- رامون ميدينا بيللو على موقع Soccerway.com (الإنجليزية)
- رامون ميدينا بيللو على موقع عالم كرة القدم.نت (الإنجليزية)